# رافائل لونگو
رافائل لونگو (انگلیسی: Raffaele Longo؛ زادهٔ ۶ سپتامبر ۱۹۷۷) بازیکن فوتبال اهل ایتالیا است.
از باشگاه‌هایی که در آن بازی کرده‌است می‌توان به باشگاه فوتبال فیورنتینا، باشگاه فوتبال مودنا، باشگاه فوتبال تورینو، باشگاه فوتبال پارما، باشگاه فوتبال سالرنیتانا، باشگاه فوتبال آ.اس. رم، باشگاه فوتبال بنونتو، باشگاه فوتبال جنوآ، باشگاه فوتبال ویچنزا، باشگاه فوتبال پالرمو، و باشگاه فوتبال ناپولی اشاره کرد.
وی همچنین در تیم‌های ملی فوتبال زیر ۲۱ سال ایتالیا بازی کرده‌است.